# 潘萨克
潘萨克（法語：Pinsac，法語發音：[pɛ̃sak]）是法国洛特省的一个市镇，位于该省西北部，属于古尔东区。

## 地理
潘萨克（44°51'20"N, 1°30'51"E）面积19.69 平方千米，位于法国奧克西塔尼大區洛特省，该省份为法国西南部内陆省份，北起顺时针与科雷兹省、康塔爾省、阿韦龙省、塔恩-加龙省、洛特-加龍省和多尔多涅省接壤。
与潘萨克接壤的市镇（或旧市镇、城区）包括：苏亚克、卡莱斯、拉卡沃、朗扎克、卢皮亚克、圣索齐、迈拉克。

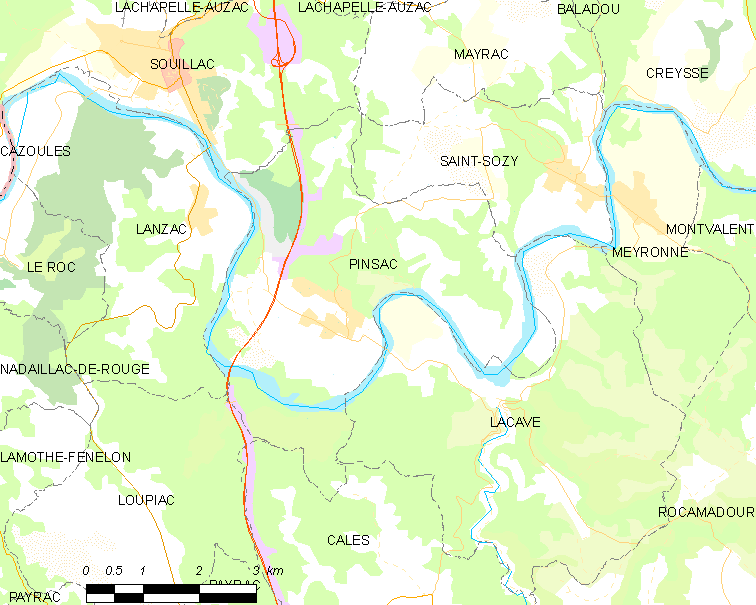
潘萨克的OSM定位图

潘萨克的时区为UTC+01:00、UTC+02:00（夏令时）。

## 行政
潘萨克的邮政编码为46200，INSEE市镇编码为46220。

## 政治
潘萨克所属的省级选区为苏亚克县。

## 人口

1962-2008年间潘萨克人口变化图示

潘萨克于2022年1月1日时的人口数量为771人。